# Список Героев Советского Союза (Марков — Матросов)
В настоящем списке представлены в алфавитном порядке все Герои Советского Союза, чьи фамилии начинаются с буквы «М» (всего 943 человека, из них девять удостоены звания дважды). Список содержит даты Указов Президиума Верховного Совета СССР о присвоении звания, информацию о роде войск, должности и воинском звании Героев на дату представления к присвоению звания Героя Советского Союза, годах их жизни.
Ударения в фамилиях Героев приведены по книге «Герои Советского Союза: Краткий биографический словарь / Пред. ред. коллегии И. Н. Шкадов. — М.: Воениздат, 1988. — Т. 2 /Любов — Ящук/. — 863 с. — 100 000 экз. — ISBN 5-203-00536-2.».
- Персиковым цветом  в таблице выделены Герои, удостоенные звания дважды и более раз.
- Серым цветом  в таблице выделены Герои, представленные к званию посмертно.

| Навигационная таблица | Навигационная таблица              |
| --------------------- | ---------------------------------- |
| «М»                   | Магерамов Мелик — Малка Иван       |
| «М»                   | Малков Георгий — Марков Александр  |
| «М»                   | Марков Алексей — Матросов Алексей  |
| «М»                   | Матросов Вадим — Мельнов Иван      |
| «М»                   | Меляков Василий — Миронов Леонид   |
| «М»                   | Миронов Михаил — Могильчак Иван    |
| «М»                   | Модин Борис — Москалёв Николай     |
| «М»                   | Москаленко Георгий — Мячин Василий |

| № п/п | Фамилия Имя Отчество                                                  | Дата Указа | Род войск    | Должность | Звание                    | Годы жизни                       | БС ГС НЛ                        |
| ----- | --------------------------------------------------------------------- | ---------- | ------------ | --- | ------------------------- | -------------------------------- | ------------------------------- |
| 235   | Ма́рков Алексей Васильевич                                             | 30.10.1943 | пехота       | заместитель командира батальона 43-го стрелкового полка 106-й стрелковой дивизии 65-й армии Центрального фронта | старший лейтенант         | 29.01.1918 — 15.10.1943          | [ БС 1 ] [ ГС 1 ] [ НЛ 1 ]      |
| 236   | Ма́рков Алексей Иванович                                               | 23.02.1945 | авиация      | командир звена 32-го гвардейского истребительного авиационного полка 3-й гвардейской истребительной авиационной дивизии 1-го гвардейского истребительного авиационного корпуса 3-й воздушной армии 1-го Прибалтийского фронта | гвардии старший лейтенант | 02.01.1921 — 01.04.1966          | [ БС 2 ] [ ГС 2 ] [ НЛ 2 ]      |
| 237   | Ма́рков Анатолий Сергеевич                                             | 22.01.1944 | морской флот | командир сторожевого катера СКА-0102 2-го дивизиона сторожевых катеров Черноморского флота | лейтенант                 | 10.07.1917 — 14.05.1958          | [ БС 2 ] [ ГС 3 ] [ НЛ 3 ]      |
| 238   | Ма́рков Василий Васильевич                                             | 04.02.1944 | авиация      | помощник по воздушно-стрелковой службе командира 116-го истребительного авиационного полка 295-й истребительной авиационной дивизии 9-го смешанного авиационного корпуса 17-й воздушной армии Юго-Западного фронта            | старший лейтенант         | 25.04.1919 — 07.03.1999          | [ БС 2 ] [ ГС 4 ] [ НЛ 4 ]      |
| 239   | Ма́рков Виктор Степанович                                              | 26.04.1944 | танкист      | командир роты танков Т-70 60-го танкового полка 15-й гвардейской кавалерийской дивизии 7-го гвардейского кавалерийского корпуса Центрального фронта                                                                           | лейтенант                 | 08.11.1921 — 23.09.1943          | [ БС 2 ] [ ГС 5 ] [ НЛ 5 ]      |
| 240   | Ма́рков Владимир Александрович                                         | 27.06.1945 | танкист      | командир батальона 61-й гвардейской танковой бригады 10-го гвардейского танкового корпуса 4-й гвардейской танковой армии 1-го Украинского фронта                                                                              | гвардии капитан           | 16.02.1923 — 13.09.1955          | [ БС 2 ] [ ГС 6 ] [ НЛ 6 ]      |
| 241   | Ма́рков Иван Петрович                                                  | 11.04.1940 | артиллерия   | начальник разведки дивизиона 451-го артиллерийского полка 113-й стрелковой дивизии 7-й армии Северо-Западного фронта | лейтенант                 | 11.07.1913 — 1941                | [ БС 2 ] [ ГС 7 ] [ НЛ 7 ]      |
| 242   | Ма́рков Никифор Николаевич                                             | 01.11.1943 | пехота       | разведчик 496-й отдельной разведывательной роты 236-й стрелковой дивизии 46-й армии Степного фронта | младший сержант           | 10.03.1916 — 11.08.1997          | [ БС 2 ] [ ГС 8 ] [ НЛ 8 ]      |
| 243   | Ма́рков Пётр Андреевич                                                 | 02.05.1945 | партизан     | активный участник партизанской борьбы на Украине, командир партизанского отряда имени К. Е. Ворошилова Черниговско-Волынского партизанского соединения                                                                        | —                         | 13.07.1905 — 08.03.1983          | [ БС 3 ] [ ГС 9 ] [ НЛ 9 ]      |
| 244   | Ма́рков Фёдор Григорьевич                                              | 01.01.1944 | партизан     | активный участник партизанской борьбы в Белоруссии, командир партизанской бригады имени К. Е. Ворошилова | —                         | 24.12.1913 — 27.01.1958          | [ БС 4 ] [ ГС 10 ] [ НЛ 10 ]    |
| 245   | Марко́вцев Степан Харитонович                                          | 29.06.1945 | авиация      | командир 208-го штурмового авиационного полка 227-й штурмовой авиационной дивизии 8-й воздушной армии 4-го Украинского фронта                                                                                                 | подполковник              | 20.11.1911 — 08.04.1982          | [ БС 4 ] [ ГС 11 ] [ НЛ 11 ]    |
| 246   | Марку́ца Павел Андреевич укр. Маркуца Павло Андрійович                 | 22.07.1941 | авиация      | командир звена 44-го скоростного бомбардировочного авиационного полка Северного фронта | старший лейтенант         | 08.06.1907 — 22.11.1941          | [ БС 4 ] [ ГС 12 ] [ НЛ 12 ]    |
| 247   | Мармулёв Михаил Глебович (Мормулёв Михаил Глебович)                   | 15.08.1944 | партизан     | активный участник партизанской борьбы в Белоруссии, командир партизанского отряда «Буревестник» | —                         | 08.11.1917 — 20.04.1985          | [ БС 4 ] [ ГС 13 ] [ НЛ 13 ]    |
| 248   | Марте́хов Василий Фёдорович                                            | 26.10.1943 | танкист      | командир роты танков Т-34 27-й гвардейской отдельной танковой бригады 7-й гвардейской армии Воронежского фронта | гвардии старший лейтенант | 01.04.1917 — 12.07.1943          | [ БС 4 ] [ ГС 14 ] [ НЛ 14 ]    |
| 249   | Мартирося́н Саркис Согомонович арм. Մարտիրոսյան Սարգիս                 | 29.05.1945 | генерал      | командир 73-го стрелкового корпуса 52-й армии 1-го Украинского фронта | генерал-майор             | 21.09.1900 — 15.02.1984          | [ БС 5 ] [ ГС 15 ] [ НЛ 15 ]    |
| 250   | Мартусе́нко Михаил Стефанович                                          | 20.12.1943 | пехота       | командир батальона 30-го гвардейского воздушно-десантного полка 10-й гвардейской воздушно-десантной дивизии 37-й армии Степного фронта                                                                                        | гвардии майор             | 15.12.1921 — 14.07.2003          | [ БС 6 ] [ ГС 16 ] [ НЛ 16 ]    |
| 251   | Мартыне́нко Владимир Фёдорович                                         | 07.03.1962 | авиация      | лётчик самолёта-лаборатории Ту-16А, ведущий лётчик испытания термоядерной авиационной бомбы АН602 над Новой Землёй | подполковник              | 15.09.1922 — 18.04.2002          | ——                              |
| 252   | Мартыне́нко Иван Назарович укр. Мартиненко Іван Назарович              | 24.03.1945 | авиация      | заместитель по лётной части командира 187-го отдельного корректировочно-разведывательного авиационного полка 15-й воздушной армии 2-го Прибалтийского фронта                                                                  | майор                     | 20.01.1915 — 27.10.1944          | [ БС 6 ] [ ГС 18 ] [ НЛ 17 ]    |
| 253   | Мартыне́нко Иван Павлович укр. Мартиненко Іван Павлович                | 21.07.1944 | пехота       | командир отделения 1063-го стрелкового полка 272-й стрелковой дивизии 7-й армии Карельского фронта | сержант                   | 15.10.1922 — 16.07.1944          | [ БС 6 ] [ ГС 19 ] [ НЛ 18 ]    |
| 254   | Мартыне́нко Михаил Петрович                                            | 27.06.1945 | инженер      | комсорг 33-го гвардейского отдельного моторизированного инженерного батальона 3-й гвардейской моторизированной инженерной бригады 4-й гвардейской танковой армии 1-го Украинского фронта                                      | гвардии старший сержант   | 07.10.1925 — 23.04.1999          | [ БС 6 ] [ ГС 20 ] [ НЛ 19 ]    |
| 255   | Марты́нов Александр Васильевич                                         | 12.08.1942 | авиация      | заместитель командира эскадрильи 296-го истребительного авиационного полка 268-й истребительной авиационной дивизии 8-й воздушной армии Сталинградского фронта                                                                | старший лейтенант         | 05.12.1919 — 04.06.1980          | ——                              |
| 256   | Марты́нов Александр Максимович                                         | 10.02.1943 | танкист      | командир танковой роты 16-го танкового полка 16-й танковой бригады 54-й армии Ленинградского фронта | лейтенант                 | 23.11.1911 — 26.03.1942          | [ БС 7 ] [ ГС 22 ] [ НЛ 20 ]    |
| 257   | Марты́нов Алексей Петрович                                             | 15.05.1946 | авиация      | заместитель командира эскадрильи 45-го гвардейского ночной бомбардировочного авиационного полка 9-й гвардейской бомбардировочной авиационной дивизии 16-й воздушной армии 1-го Белорусского фронта                            | гвардии старший лейтенант | 18.03.1920 — 29.12.1994          | [ БС 8 ] [ ГС 23 ] [ НЛ 21 ]    |
| 258   | Марты́нов Владимир Кириллович                                          | 24.03.1945 | пехота       | командир роты 556-го стрелкового полка 169-й стрелковой дивизии 3-й армии 1-го Белорусского фронта | старший лейтенант         | 12.04.1919 — 24.06.1944          | [ БС 8 ] [ ГС 24 ] [ НЛ 22 ]    |
| 259   | Марты́нов Дмитрий Дмитриевич укр. Мартинов Дмитро Дмитрович            | 24.03.1945 | морской флот | командир 305-го батальона морской пехоты 83-й отдельной стрелковой бригады морской пехоты Дунайской военной флотилии Черноморского флота                                                                                      | майор                     | 14.12.1915 — 27.01.2007          | [ БС 8 ] [ ГС 25 ] [ НЛ 23 ]    |
| 260   | Марты́нов Евгений Васильевич                                           | 18.08.1945 | авиация      | командир звена 98-го гвардейского отдельного авиационного полка дальних разведчиков РГК | гвардии лейтенант         | 12.02.1924 — 13.05.2005          | [ БС 8 ] [ ГС 26 ] [ НЛ 24 ]    |
| 261   | Марты́нов Иван Алексеевич                                              | 22.07.1944 | пехота       | командир взвода 199-го гвардейского стрелкового полка 67-й гвардейской стрелковой дивизии 6-й гвардейской армии 1-го Прибалтийского фронта                                                                                    | гвардии старший лейтенант | 19.09.1923 — 25.06.1944          | [ БС 8 ] [ ГС 27 ] [ НЛ 25 ]    |
| 262   | Марты́нов Иван Петрович укр. Мартинов Іван Петрович                    | 10.04.1945 | артиллерия   | командир дивизиона 313-го гвардейского артиллерийского полка 121-й гвардейской стрелковой дивизии 13-й армии 1-го Украинского фронта                                                                                          | гвардии майор             | 30.08.1923 — 06.04.2014          | [ БС 8 ] [ ГС 28 ] [ НЛ 26 ]    |
| 263   | Марты́нов Иван Степанович                                              | 17.10.1943 | пехота       | стрелок 212-го гвардейского стрелкового полка 75-й гвардейской стрелковой дивизии 60-й армии Центрального фронта | гвардии красноармеец      | 20.01.1925 — 17.10.1943          | [ БС 9 ] [ ГС 29 ] [ НЛ 27 ]    |
| 264   | Марты́нов Михаил Иванович                                              | 21.03.1940 | авиация      | командир эскадрильи 48-го скоростного бомбардировочного авиационного полка 18-й скоростной бомбардировочной авиационной бригады 7-й армии Северо-Западного фронта                                                             | капитан                   | 18.11.1909 — 26.06.1986          | [ БС 10 ] [ ГС 30 ] [ НЛ 28 ]   |
| 265   | Марты́нов Моисей Никитович                                             | 24.03.1945 | пехота       | командир взвода 1314-го стрелкового полка 17-й стрелковой дивизии 48-й армии 1-го Белорусского фронта | старшина                  | 15.09.1909 — 01.04.1991          | [ БС 10 ] [ ГС 31 ] [ НЛ 29 ]   |
| 266   | Марты́нов Николай Михайлович                                           | 19.03.1944 | пехота       | разведчик разведывательной роты 5-й гвардейской отдельной мотострелковой бригады 3-й гвардейской армии 4-го Украинского фронта                                                                                                | гвардии сержант           | 15.08.1918 — 16.01.2007          | [ БС 10 ] [ ГС 32 ] [ НЛ 30 ]   |
| 267   | Марты́нов Яков Григорьевич                                             | 03.06.1944 | комиссар     | заместитель по политической части командира батальона 722-го стрелкового полка 206-й стрелковой дивизии 47-й армии Воронежского фронта                                                                                        | старший лейтенант         | 09.11.1915 — 30.09.1943          | [ БС 10 ] [ ГС 33 ] [ НЛ 31 ]   |
| 268   | Марты́шкин Сергей Петрович                                             | 29.08.1939 | пехота       | командир отделения 149-го мотострелкового полка 36-й мотострелковой дивизии 1-й армейской группы | отделённый командир       | 29.07.1915 — 20.03.1953          | ——                              |
| 269   | Мартья́нов Николай Иванович                                            | 19.04.1945 | авиация      | заместитель командира эскадрильи 76-го гвардейского штурмового авиационного полка 1-й гвардейской штурмовой авиационной дивизии 1-й воздушной армии 3-го Белорусского фронта                                                  | гвардии капитан           | 15.12.1923 — 03.07.1993          | [ БС 10 ] [ ГС 35 ] [ НЛ 32 ]   |
| 270   | Маруно́в Анатолий Павлович                                             | 28.04.1945 | танкист      | механик-водитель танка Т-34 36-й гвардейской танковой бригады 4-го гвардейского механизированного корпуса 7-й гвардейской армии 2-го Украинского фронта                                                                       | гвардии старший сержант   | 08.08.1923 — 11.04.1993          | [ БС 10 ] [ ГС 36 ] [ НЛ 33 ]   |
| 271   | Мару́нченко Павел Поликарпович укр. Марунченко Павло Полікарпович      | 17.11.1943 | комиссар     | заместитель по политической части командира батальона 1-го гвардейского стрелкового полка 2-й гвардейской стрелковой дивизии 56-й армии Северо-Кавказского фронта                                                             | гвардии старший лейтенант | 05.04.1917 — 03.11.1943          | [ БС 10 ] [ ГС 37 ] [ НЛ 34 ]   |
| 272   | Марусиче́нко Константин Иванович укр. Марусиченко Костянтин Іванович   | 13.03.1944 | авиация      | командир корабля 890-го авиационного полка 45-й авиационной дивизии 8-го авиационного корпуса Авиации дальнего действия | майор                     | 09.05.1917 — 01.08.1989          | [ БС 11 ] [ ГС 38 ] [ НЛ 35 ]   |
| 273   | Мару́шин Николай Алексеевич                                            | 24.03.1945 | пехота       | командир отделения 696-го стрелкового полка 383-й стрелковой дивизии 33-й армии 1-го Белорусского фронта | сержант                   | 06.10.1925 — 04.03.2001          | [ БС 12 ] [ ГС 39 ] [ НЛ 36 ]   |
| 274   | Марфи́цин Василий Викторович                                           | 20.12.1943 | десантники   | командир роты противотанковых ружей 19-го гвардейского воздушно-десантного полка 10-й гвардейской воздушно-десантной дивизии 37-й армии Степного фронта                                                                       | гвардии лейтенант         | 01.08.1916 — 06.10.1943          | [ БС 12 ] [ ГС 40 ] [ НЛ 37 ]   |
| 275   | Мархе́ев Михаил Фёдорович                                              | 03.06.1944 | танкист      | командир взвода 15-го гвардейского отдельного танкового полка прорыва 8-го гвардейского танкового корпуса 40-й армии Воронежского фронта                                                                                      | гвардии старший лейтенант | 15.08.1920 — 16.01.1994          | [ БС 12 ] [ ГС 41 ] [ НЛ 38 ]   |
| 276   | Марцинке́вич Владимир Николаевич бел. Марцінкевіч Уладзімір Мікалаевіч | 06.04.1945 | генерал      | командир 134-й стрелковой дивизии 69-й армии 1-го Белорусского фронта | генерал-майор             | 22.03.1896 — 30.07.1944          | [ БС 12 ] [ ГС 42 ] [ НЛ 39 ]   |
| 277   | Марцинко́вский Алексей Михайлович                                      | 15.05.1946 | артиллерия   | заместитель по артиллерии командира 109-го стрелкового полка 74-й стрелковой дивизии 26-й армии 3-го Украинского фронта | капитан                   | 10.08.1915 — 11.04.1945          | [ БС 12 ] [ ГС 43 ] [ НЛ 40 ]   |
| 278   | Ма́рченко Александр Яковлевич укр. Марченко Олександр Якович           | 13.03.1944 | авиация      | заместитель командира эскадрильи 24-го гвардейского авиационного полка 50-й авиационной дивизии 6-го авиационного корпуса Авиации дальнего действия                                                                           | гвардии капитан           | 31.07.1916 — 22.12.1991          | [ БС 12 ] [ ГС 44 ] [ НЛ 41 ]   |
| 279   | Ма́рченко Иван Тимофеевич укр. Марченко Іван Тимофійович               | 05.11.1944 | авиация      | заместитель командира эскадрильи 30-го разведывательного авиационного полка ВВС Черноморский флота | капитан                   | 25.11.1917 — 21.06.1948          | [ БС 13 ] [ ГС 45 ] [ НЛ 42 ]   |
| 280   | Ма́рченко Фёдор Илларионович укр. Марченко Федір Іларіонович           | 15.05.1946 | комиссар     | парторг батальона 180-го гвардейского стрелкового полка 60-й гвардейской стрелковой дивизии 5-й ударной армии 1-го Белорусского фронта                                                                                        | гвардии младший лейтенант | 18.04.1919 — 17.04.1945          | [ БС 14 ] [ ГС 46 ] [ НЛ 43 ]   |
| 281   | Ма́рченков Анатолий Андреевич                                          | 24.03.1945 | инженер      | сапёр 389-го отдельного сапёрного батальона 222-й стрелковой дивизии 33-й армии 3-го Белорусского фронта | красноармеец              | 19.08.1910 — 21.12.1982          | [ БС 14 ] [ ГС 47 ] [ НЛ 44 ]   |
| 282   | Ма́рченков Марк Николаевич                                             | 22.02.1939 | авиация      | воздушный стрелок-радист эскадрильи скоростных бомбардировщиков группы советских добровольцев в Китае | старшина                  | 1914 — 10.07.1938                | ——                              |
| 283   | Марчу́к Михаил Андреевич                                               | 24.03.1945 | танкист      | командир танка Т-34 203-го танкового батальона 89-й танковой бригады 1-го танкового корпуса 2-й гвардейской армии 1-го Прибалтийского фронта                                                                                  | лейтенант                 | 23.11.1906 — 23.10.1971          | [ БС 14 ] [ ГС 49 ] [ НЛ 45 ]   |
| 284   | Марчу́к Пётр Васильевич                                                | 24.03.1945 | пехота       | командир отделения разведки 5-го гвардейского стрелкового полка 3-й гвардейской стрелковой дивизии 2-й гвардейской армии 1-го Прибалтийского фронта                                                                           | гвардии младший сержант   | 02.12.1920 — 30.04.1974          | [ БС 14 ] [ ГС 50 ] [ НЛ 46 ]   |
| 285   | Марчуко́в Николай Миронович                                            | 15.05.1946 | комиссар     | заместитель по политической части командира батальона 1042-го стрелкового полка 295-й стрелковой дивизии 5-й ударной армии 1-го Белорусского фронта                                                                           | майор                     | 05.04.1922 — 12.03.1945          | [ БС 14 ] [ ГС 51 ] [ НЛ 47 ]   |
| 286   | Ма́рьин Иван Ильич                                                     | 15.05.1946 | авиация      | штурман звена 24-го гвардейского бомбардировочного авиационного полка 213-го бомбардировочной авиационной дивизии 1-й воздушной армии 3-го Белорусского фронта                                                                | гвардии старший лейтенант | 06.07.1922 — 31.01.1999          | [ БС 15 ] [ ГС 52 ] [ НЛ 48 ]   |
| 287   | Марьяно́вский Моисей Фроимович                                         | 24.03.1945 | танкист      | заместитель командира батальона 23-й гвардейской отдельной танковой бригады 49-й армии 2-го Белорусского фронта | гвардии капитан           | 25.10.1919 — 12.08.2005          | [ БС 16 ] [ ГС 53 ] [ НЛ 49 ]   |
| 288   | Марья́сов Пётр Иванович                                                | 17.10.1943 | инженер      | командир взвода 9-го отдельного моторизованного понтонно-мостового батальона 60-й армии Центрального фронта | лейтенант                 | 21.09.1916 — 28.10.1981          | [ БС 16 ] [ ГС 54 ] [ НЛ 50 ]   |
| 289   | Марю́тин Пётр Матвеевич                                                | 21.07.1942 | авиация      | заместитель командира эскадрильи 288-го штурмового авиационного полка ВВС Северо-Западного фронта | старший лейтенант         | 08.12.1920 — 23.05.1992          | [ БС 16 ] [ ГС 55 ] [ НЛ 51 ]   |
| 290   | Маса́ев Аслангери Яхьяевич кабард.-черк. Мэсей Аслъэнджэрий            | 27.02.1945 | танкист      | командир танкового взвода 50-й гвардейской танковой бригады 9-го гвардейского танкового корпуса 2-й гвардейской танковой армии 1-го Белорусского фронта                                                                       | гвардии лейтенант         | 05.05.1920 — 21.01.1945          | [ БС 16 ] [ ГС 56 ] [ НЛ 52 ]   |
| 291   | Ма́син Темир Джантикеевич каз. Масин Темір Жәнтекеұлы                  | 24.03.1945 | пехота       | командир роты 922-го стрелкового полка 250-й стрелковой дивизии 3-й армии 1-го Белорусского фронта | капитан                   | 10.01.1907 — 08.08.1947          | [ БС 16 ] [ ГС 57 ] [ НЛ 53 ]   |
| 292   | Ма́сич Виктор Григорьевич укр. Масич Віктор Григорович                 | 07.04.1940 | авиация      | штурман эскадрильи 68-го отдельного истребительного авиационного полка ВВС 13-й армии Северо-Западного фронта | младший лейтенант         | 15.07.1917 — 19.08.1947          | ——                              |
| 293   | Маска́ев Михаил Филиппович                                             | 04.06.1944 | пехота       | командир взвода 66-й отдельной разведывательной роты 97-й стрелковой дивизии 39-й армии Калининского фронта | лейтенант                 | 21.12.1918 — 07.06.1984          | [ БС 17 ] [ ГС 59 ] [ НЛ 54 ]   |
| 294   | Маслако́в Иван Васильевич                                              | 24.03.1945 | пехота       | стрелок 1203-го стрелкового полка 354-й стрелковой дивизии 65-й армии 1-го Белорусского фронта | красноармеец              | 15.02.1921 — 18.03.1945          | [ БС 18 ] [ ГС 60 ] [ НЛ 55 ]   |
| 295   | Ма́сленников Виталий Иванович                                          | 13.03.1944 | авиация      | командир эскадрильи 101-го авиационного полка 1-й авиационной дивизии 7-го авиационного корпуса Авиации дальнего действия | майор                     | 18.04.1909 — 21.03.1983          | [ БС 18 ] [ ГС 61 ] [ НЛ 56 ]   |
| 296   | Ма́сленников Иван Иванович                                             | 08.09.1945 | генерал      | заместитель Главнокомандующего советскими войсками на Дальнем Востоке | генерал армии             | 16.09.1900 — 16.04.1954          | [ БС 18 ] [ ГС 62 ] [ НЛ 57 ]   |
| 297   | Ма́сленников Николай Петрович                                          | 24.03.1945 | артиллерия   | командир батареи 127-го гвардейского артиллерийского полка 59-й гвардейской стрелковой дивизии 46-й армии 2-го Украинского фронта                                                                                             | гвардии лейтенант         | 03.05.1920 — 09.01.2001          | [ БС 18 ] [ ГС 63 ] [ НЛ 58 ]   |
| 298   | Ма́сленников Пётр Владимирович                                         | 03.06.1944 | пехота       | командир взвода 667-го стрелкового полка 218-й стрелковой дивизии 47-й армии Воронежского фронта | младший лейтенант         | 10.06.1923 — 01.10.1967          | [ БС 18 ] [ ГС 64 ] [ НЛ 59 ]   |
| 299   | Ма́сликов Антон Трофимович                                             | 22.07.1944 | пехота       | стрелок 938-го стрелкового полка 306-й стрелковой дивизии 43-й армии 1-го Прибалтийского фронта | красноармеец              | 15.05.1926 — 25.06.1944          | [ БС 18 ] [ ГС 65 ] [ НЛ 60 ]   |
| 300   | Ма́слов Александр Петрович                                             | 19.04.1945 | авиация      | старший лётчик 74-го гвардейского штурмового авиационного полка 1-й гвардейской штурмовой авиационной дивизии 1-й воздушной армии 3-го Белорусского фронта                                                                    | гвардии младший лейтенант | 30.07.1922 — 13.04.1945          | [ БС 18 ] [ ГС 66 ] [ НЛ 61 ]   |
| 301   | Ма́слов Анатолий Павлович                                              | 15.01.1944 | пехота       | стрелок 239-го гвардейского стрелкового полка 76-й гвардейской стрелковой дивизии 61-й армии Центрального фронта | гвардии красноармеец      | 15.11.1925 — 1943 или 15.03.1945 | [ БС 19 ] [ ГС 67 ] [ НЛ 62 ]   |
| 302   | Ма́слов Василий Иванович                                               | 24.03.1945 | танкист      | старший адъютант танкового батальона 79-й танковой бригады 19-го танкового корпуса 6-й гвардейской армии 1-го Прибалтийского фронта                                                                                           | лейтенант                 | 1924 — 08.10.1944                | [ БС 20 ] [ ГС 68 ] [ НЛ 63 ]   |
| 303   | Ма́слов Василий Тимофеевич                                             | 06.04.1945 | генерал      | командир 323-й стрелковой дивизии 33-й армии 1-го Белорусского фронта | генерал-майор             | 01.01.1895 — 22.05.1979          | [ БС 20 ] [ ГС 69 ] [ НЛ 64 ]   |
| 304   | Ма́слов Владимир Александрович                                         | 29.06.1945 | авиация      | заместитель командира 9-го гвардейского бомбардировочного авиационного полка 7-й гвардейской бомбардировочной авиационной дивизии 2-го гвардейского бомбардировочного авиационного корпуса 18-й воздушной армии               | гвардии майор             | 30.06.1911 — 16.09.1983          | [ БС 20 ] [ ГС 70 ] [ НЛ 65 ]   |
| 305   | Ма́слов Иван Васильевич                                                | 24.03.1945 | пехота       | командир отделения 1210-го стрелкового полка 362-й стрелковой дивизии 33-й армии 1-го Белорусского фронта | сержант                   | 25.11.1912 — 26.07.1962          | [ БС 20 ] [ ГС 71 ] [ НЛ 66 ]   |
| 306   | Ма́слов Иван Васильевич                                                | 01.07.1944 | авиация      | заместитель командира эскадрильи 157-го истребительного авиационного полка 234-й истребительной авиационной дивизии 16-й воздушной армии Белорусского фронта                                                                  | старший лейтенант         | 01.08.1920 — 30.03.2011          | [ БС 20 ] [ ГС 72 ] [ НЛ 67 ]   |
| 307   | Ма́слов Илья Петрович                                                  | 24.03.1945 | танкист      | командир танка Т-34 52-го отдельного танкового полка 37-й армии 3-го Украинского фронта | старшина                  | 12.06.1914 — 21.08.1944          | [ БС 21 ] [ ГС 73 ] [ НЛ 68 ]   |
| 308   | Ма́слов Михаил Дмитриевич                                              | 09.02.1944 | артиллерия   | командир орудия 317-го гвардейского истребительно-противотанкового артиллерийского полка РГК в составе 1-го Украинского фронта                                                                                                | гвардии старшина          | 10.06.1916 — 22.01.1960          | [ БС 22 ] [ ГС 74 ] [ НЛ 69 ]   |
| 309   | Ма́слов Николай Васильевич                                             | 15.01.1944 | пехота       | командир пулемётного отделения 37-го гвардейского стрелкового полка 12-й гвардейской стрелковой дивизии 61-й армии Центрального фронта                                                                                        | гвардии старший сержант   | 05.12.1902 — 30.03.1944          | [ БС 22 ] [ ГС 75 ] [ НЛ 70 ]   |
| 310   | Масло́вская Анна Ивановна бел. Маслоўская Ганна Іванаўна               | 15.08.1944 | партизан     | активная участница партизанской борьбы в Белоруссии, помощник по комсомольской работе комиссара партизанского отряда имени А. Я. Пархоменко партизанской бригады имени К. Е. Ворошилова                                       | —                         | 06.01.1920 — 11.11.1980          | [ БС 22 ] [ ГС 76 ] [ НЛ 71 ]   |
| 311   | Масло́вский Иван Фёдорович                                             | 26.10.1944 | артиллерия   | командир батареи 76-мм пушек 457-го стрелкового полка 129-й стрелковой дивизии 3-й армии 2-го Белорусского фронта | лейтенант                 | 23.07.1915 — 29.06.1944          | [ БС 22 ] [ ГС 77 ] [ НЛ 72 ]   |
| 312   | Масляко́в Георгий Гаврилович                                           | 15.01.1944 | пехота       | пулемётчик пулемётной роты 234-го гвардейского стрелкового полка 76-й гвардейской стрелковой дивизии 61-й армии Центрального фронта                                                                                           | гвардии красноармеец      | 01.04.1925 — 28.09.1943          | [ БС 22 ] [ ГС 78 ] [ НЛ 73 ]   |
| 313   | Ма́снев Алексей Никанорович                                            | 24.08.1943 | авиация      | командир эскадрильи 13-го истребительного авиационного полка 201-й истребительной авиационной дивизии 2-го смешанного авиационного корпуса 4-й воздушной армии Северо-Кавказского фронта                                      | капитан                   | 05.05.1915 — 10.10.1979          | [ БС 22 ] [ ГС 79 ] [ НЛ 74 ]   |
| 314   | Масса́льский Владимир Григорьевич                                      | 13.02.1944 | пехота       | командир роты автоматчиков 190-го гвардейского стрелкового полка 63-й гвардейской стрелковой дивизии 42-й армии Ленинградского фронта                                                                                         | гвардии капитан           | 22.01.1920 — 21.07.1965          | [ БС 22 ] [ ГС 80 ] [ НЛ 75 ]   |
| 315   | Массо́нов Николай Павлович                                             | 23.08.1944 | пехота       | командир 217-й стрелковой дивизии 48-й армии 1-го Белорусского фронта | полковник                 | 14.11.1905 — 17.07.1944          | [ БС 23 ] [ ГС 81 ] [ НЛ 76 ]   |
| 316   | Мастерко́в Александр Борисович                                         | 27.06.1945 | авиация      | командир звена 5-го гвардейского истребительного авиационного полка 11-й гвардейской истребительной авиационной дивизии 2-го гвардейского штурмового авиационного корпуса 2-й воздушной армии 1-го Украинского фронта         | гвардии старший лейтенант | 12.09.1921 — 20.03.1945          | [ БС 24 ] [ ГС 82 ] [ НЛ 77 ]   |
| 317   | Мастрюко́в Николай Трофимович                                          | 15.01.1944 | кавалерия    | командир эскадрона 53-го гвардейского кавалерийского полка 15-й гвардейской кавалерийской дивизии 7-го гвардейского кавалерийского корпуса 61-й армии Центрального фронта                                                     | гвардии лейтенант         | 07.02.1915 — 17.11.1943          | [ БС 24 ] [ ГС 83 ] [ НЛ 78 ]   |
| 318   | Ма́сычев Иван Анисимович                                               | 10.04.1945 | пехота       | командир мотоциклетного батальона 50-го отдельного мотоциклетного полка 3-й гвардейской танковой армии 1-го Украинского фронта                                                                                                | капитан                   | 03.02.1923 — 23.08.2000          | [ БС 24 ] [ ГС 84 ] [ НЛ 79 ]   |
| 319   | Матако́в Василий Николаевич                                            | 04.03.1942 | авиация      | заместитель командира эскадрильи 27-го истребительного авиационного полка 6-го истребительного авиационного корпуса ПВО | младший лейтенант         | 31.12.1918 — 05.03.1991          | [ БС 24 ] [ ГС 85 ] [ НЛ 80 ]   |
| 320   | Мата́сов Василий Васильевич                                            | 30.10.1943 | пехота       | командир отделения 883-го стрелкового полка 193-й стрелковой дивизии 65-й армии Центрального фронта | младший сержант           | 12.07.1923 — 04.11.1996          | [ БС 24 ] [ ГС 86 ] [ НЛ 81 ]   |
| 321   | Матве́ев Александр Васильевич                                          | 04.02.1944 | авиация      | командир эскадрильи 241-го штурмового авиационного полка 291-й штурмовой авиационной дивизии 2-й воздушной армии 1-го Украинского фронта                                                                                      | лейтенант                 | 01.11.1921 — 07.08.1982          | [ БС 24 ] [ ГС 87 ] [ НЛ 82 ]   |
| 322   | Матве́ев Александр Владимирович                                        | 27.02.1945 | пехота       | командир батальона 34-й гвардейской мотострелковой бригады 12-го гвардейского танкового корпуса 2-й гвардейской танковой армии 1-го Белорусского фронта                                                                       | гвардии майор             | 26.08.1915 — 29.12.1972          | [ БС 24 ] [ ГС 88 ] [ НЛ 83 ]   |
| 323   | Матве́ев Алексей Васильевич                                            | 22.02.1944 | пехота       | командир пулемётного расчёта 1120-го стрелкового полка 333-й стрелковой дивизии 6-й армии 3-го Украинского фронта | старший сержант           | 20.07.1907 — 02.10.1976          | [ БС 25 ] [ ГС 89 ] [ НЛ 84 ]   |
| 324   | Матве́ев Владимир Иванович                                             | 22.07.1941 | авиация      | командир эскадрильи 154-го истребительного авиационного полка 39-й истребительной авиационной дивизии Северного фронта | капитан                   | 27.10.1911 — 01.01.1942          | [ БС 26 ] [ ГС 90 ] [ НЛ 85 ]   |
| 325   | Матве́ев Владимир Иванович                                             | 03.06.1944 | пехота       | пулемётчик 737-го стрелкового полка 206-й стрелковой дивизии 47-й армии Воронежского фронта | красноармеец              | 1924 — 29.09.1943                | [ БС 26 ] [ ГС 91 ] [ НЛ 86 ]   |
| 326   | Матве́ев Владимир Сергеевич                                            | 31.05.1945 | артиллерия   | командующий артиллерией 9-го гвардейского стрелкового корпуса 61-й армии 1-го Белорусского фронта | гвардии полковник         | 03.08.1909 — 23.01.1963          | [ БС 26 ] [ ГС 92 ] [ НЛ 87 ]   |
| 327   | Матве́ев Иван Ефимович                                                 | 15.01.1944 | пехота       | стрелок 218-го гвардейского стрелкового полка 77-й гвардейской стрелковой дивизии 61-й армии Центрального фронта | гвардии красноармеец      | 24.09.1909 — 29.09.1943          | [ БС 26 ] [ ГС 93 ] [ НЛ 88 ]   |
| 328   | Матве́ев Иван Степанович                                               | 27.02.1945 | пехота       | командир 1086-го стрелкового полка 323-й стрелковой дивизии 33-й армии 1-го Белорусского фронта | подполковник              | 19.09.1907 — 22.06.1968          | [ БС 26 ] [ ГС 94 ] [ НЛ 89 ]   |
| 329   | Матве́ев Иван Фёдорович                                                | 18.08.1942 | авиация      | командир отряда 250-го тяжёлого бомбардировочного авиационного полка 62-й авиационной дивизии Авиации дальнего действия | старший лейтенант         | 01.06.1912 — 26.08.1986          | [ БС 26 ] [ ГС 95 ] [ НЛ 90 ]   |
| 330   | Матве́ев Михаил Алексеевич                                             | 19.08.1944 | авиация      | командир эскадрильи 7-го гвардейского штурмового авиационного полка 9-й штурмовой авиационной дивизии ВВС Балтийского флота                                                                                                   | гвардии капитан           | 06.05.1914 — 24.07.1944          | [ БС 26 ] [ ГС 96 ] [ НЛ 91 ]   |
| 331   | Матве́ев Николай Пантелеевич                                           | 13.09.1944 | пехота       | командир мотострелкового батальона 2-й механизированной бригады 5-го механизированного корпуса 6-й танковой армии 2-го Украинского фронта                                                                                     | старший лейтенант         | 23.12.1913 — 13.06.2001          | [ БС 27 ] [ ГС 97 ] [ НЛ 92 ]   |
| 332   | Матве́ев Николай Степанович                                            | 06.04.1945 | комиссар     | начальник политотдела 1-го механизированного корпуса 2-й гвардейской танковой армии 1-го Белорусского фронта | подполковник              | 1907 — 24.02.1945                | [ БС 28 ] [ ГС 98 ] [ НЛ 93 ]   |
| 333   | Матве́ев Олег Петрович                                                 | 27.02.1945 | танкист      | командир танка 49-й гвардейской танковой бригады 12-го гвардейского танкового корпуса 2-й гвардейской танковой армии 1-го Белорусского фронта                                                                                 | гвардии лейтенант         | 12.06.1924 — 05.02.1945          | [ БС 28 ] [ ГС 99 ] [ НЛ 94 ]   |
| 334   | Матве́ев Павел Константинович                                          | 22.07.1944 | артиллерия   | командир батареи 73-го гвардейского отдельного истребительно-противотанкового дивизиона 67-й гвардейской стрелковой дивизии 6-й гвардейской армии 1-го Прибалтийского фронта                                                  | гвардии старший лейтенант | 28.01.1912 — 08.08.1989          | [ БС 28 ] [ ГС 100 ] [ НЛ 95 ]  |
| 335   | Матве́ев Павел Яковлевич                                               | 13.03.1944 | авиация      | командир отряда 11-го гвардейского авиационного полка 62-й авиационной дивизии 6-го авиационного корпуса Авиации дальнего действия                                                                                            | гвардии капитан           | 12.01.1915 — 10.03.1945          | [ БС 28 ] [ ГС 101 ] [ НЛ 96 ]  |
| 336   | Матве́ев Фёдор Иванович                                                | 24.03.1945 | пехота       | командир отделения пулемётной роты 997-го стрелкового полка 263-й стрелковой дивизии 51-й армии 4-го Украинского фронта | сержант                   | 30.12.1923 — 12.04.1976          | [ БС 28 ] [ ГС 102 ] [ НЛ 97 ]  |
| 337   | Матве́ев Яков Иванович                                                 | 14.09.1945 | авиация      | помощник по лётной подготовке командира 37-го штурмового авиационного полка 12-й штурмовой авиационной дивизии ВВС Тихоокеанского флота                                                                                       | капитан                   | 27.12.1912 — 25.08.2001          | [ БС 28 ] [ ГС 103 ] [ НЛ 98 ]  |
| 338   | Матве́енко Иван Андреевич                                              | 24.03.1945 | танкист      | командир взвода танков Т-34 120-й отдельной танковой бригады 5-й армии 3-го Белорусского фронта | лейтенант                 | 07.10.1923 — 26.07.2008          | [ БС 29 ] [ ГС 104 ] [ НЛ 99 ]  |
| 339   | Матве́йцев Иван Михайлович                                             | 10.01.1944 | танкист      | командир танковой роты 74-го танкового полка 71-й механизированной бригады 9-го механизированного корпуса 3-й гвардейской танковой армии 1-го Украинского фронта                                                              | лейтенант                 | 05.01.1915 — 03.06.1992          | [ БС 29 ] [ ГС 105 ] [ НЛ 100 ] |
| 340   | Матвие́нко Андрей Григорьевич                                          | 27.02.1945 | танкист      | командир орудия танка Т-34 47-й гвардейской танковой бригады 9-го гвардейского танкового корпуса 2-й гвардейской танковой армии 1-го Белорусского фронта                                                                      | гвардии сержант           | 05.03.1925 — 11.10.1984          | [ БС 29 ] [ ГС 106 ] [ НЛ 101 ] |
| 341   | Матвие́нко Николай Ефимович укр. Матвієнко Микола Юхимович             | 07.04.1940 | танкист      | командир танкового взвода 307-го отдельного танкового батальона 80-й стрелковой дивизии 13-й армии Северо-Западного фронта | старшина                  | 11.04.1914 — 10.01.1990          | [ БС 29 ] [ ГС 107 ] [ НЛ 102 ] |
| 342   | Материе́нко Николай Филиппович укр. Матерієнко Микола Пилипович        | 04.06.1944 | артиллерия   | командир батареи 699-го истребительно-противотанкового артиллерийского полка 18-й отдельной истребительно-противотанковой артиллерийской бригады РГК в составе 3-й ударной армии 2-го Прибалтийского фронта                   | лейтенант                 | 26.08.1922 — 22.07.1944          | [ БС 29 ] [ ГС 108 ] [ НЛ 103 ] |
| 343   | Матие́нко Пётр Андреевич укр. Матієнко Петро Андрійович                | 04.02.1944 | авиация      | штурман 270-го истребительного авиационного полка 203-й истребительной авиационной дивизии 1-го штурмового авиационного корпуса 5-й воздушной армии Степного фронта                                                           | майор                     | 1915 — 15.10.1944                | [ БС 29 ] [ ГС 109 ] [ НЛ 104 ] |
| 344   | Ма́тиков Александр Пантелеевич укр. Матіков Олександр Пантелійович     | 01.07.1944 | авиация      | командир 673-го штурмового авиационного полка 266-й штурмовой авиационной дивизии 1-го штурмового авиационного корпуса 5-й воздушной армии 2-го Украинского фронта                                                            | подполковник              | 15.11.1907 — 08.03.1982          | [ БС 29 ] [ ГС 110 ] [ НЛ 105 ] |
| 345   | Матла́ев Емельян Иванович укр. Матлаєв Омелян Іванович                 | 10.04.1945 | связисты     | телефонист взвода связи стрелкового батальона 780-го стрелкового полка 214-й стрелковой дивизии 52-й армии 1-го Украинского фронта                                                                                            | красноармеец              | 14.08.1904 — 26.01.1945          | [ БС 29 ] [ ГС 111 ] [ НЛ 106 ] |
| 346   | Матро́нин Василий Иванович                                             | 06.04.1945 | пехота       | командир 73-й стрелковой дивизии 48-й армии 1-го Белорусского фронта | полковник                 | 31.01.1904 — 04.09.1944          | [ БС 30 ] [ ГС 112 ] [ НЛ 107 ] |
| 347   | Матро́сов Александр Алексеевич                                         | 24.03.1945 | пехота       | командир взвода 94-й отдельной разведывательной роты 82-й стрелковой дивизии 3-й армии 1-го Белорусского фронта | старший сержант           | 22.06.1918 — 05.02.1992          | [ БС 31 ] [ ГС 113 ] [ НЛ 108 ] |
| 348   | Матро́сов Александр Матвеевич                                          | 19.06.1943 | пехота       | автоматчик 2-го отдельного стрелкового батальона 91-й отдельной стрелковой бригады 41-й армии Калининского фронта | красноармеец              | 05.02.1924 — 27.02.1943          | [ БС 31 ] [ ГС 114 ] [ НЛ 109 ] |
| 349   | Матро́сов Алексей Евлампиевич                                          | 25.03.1943 | авиация      | командир эскадрильи 4-го авиационного полка 3-й авиационной дивизии Авиации дальнего действия | майор                     | 08.02.1911 — 14.03.1982          | [ БС 31 ] [ ГС 115 ] [ НЛ 110 ] |

| Навигационная таблица | Навигационная таблица              |
| --------------------- | ---------------------------------- |
| «М»                   | Магерамов Мелик — Малка Иван       |
| «М»                   | Малков Георгий — Марков Александр  |
| «М»                   | Марков Алексей — Матросов Алексей  |
| «М»                   | Матросов Вадим — Мельнов Иван      |
| «М»                   | Меляков Василий — Миронов Леонид   |
| «М»                   | Миронов Михаил — Могильчак Иван    |
| «М»                   | Модин Борис — Москалёв Николай     |
| «М»                   | Москаленко Георгий — Мячин Василий |